# آسه هانسن
آسه هانسن (انگلیسی: Aase Hansen; ۱۳ ژانویهٔ ۱۹۳۵ – ۲۵ فوریهٔ ۱۹۹۳) بازیگر اهل دانمارک بود.